# Tobias Linderoth
Tobias Linderoth (født 21. april 1979) er en tidligere svensk fodboldspiller, der spillede på den centrale midtbane. Linderoth opnåede som aktiv spiller 76 landskampe for det svenske fodboldlandshold.
Han var en af den danske Superligas bedste spillere, da han spillede for FC København mellem 2004 og 2007. Han har tidligere i karrieren været knyttet til IF Elfsborg, Stabæk og Everton F.C..
Tobias Linderoths spillestil var kendetegnet ved et stort løbepensum, ligesom ét af hans andre kendetegn var en meget fysisk spillestil. Linderoth spillede som anfører for FC København. Central defensiv midtbane var hans foretrukne position, men han kunne også spille central midtbane.
Han skiftede i sommeren 2007 til tyrkiske Galatasaray, hvor han spillede frem til 2010. Opholdet var dog plaget af skader.

## Familie
Tobias Linderoth er søn af den tidligere svenske landsholdsspiller Anders Linderoth, som i 2007 var træner for Viborg FF.
Tobias og Maria Linderoth blev den 26. oktober 2006 forældre til en pige.